# Jet Internet
Jet Internet fue una empresa proveedora de servicios de internet (ISP) española, fundada en Vitoria en 1995 por el empresario vitoriano Fernando García Sas.
La empresa, con sede en el Parque Tecnológico de Álava, llegó a ser uno de los cinco grandes ISPs independientes que operaban en España en aquel momento, junto con CTV, Servicom, Redes-TB y Arrakis.
En 1998, con motivo del SIMO, fue premiada como mejor proveedor de España, por ser el principal proveedor de productos y servicios de internet para empresas de España y uno de los cuatro principales proveedores para usuarios particulares.
En 1998 fue adquirida por CTV (Centro Telematic Valencia S.L.), con sede en Alicante, como parte de una estrategia de concentración para hacer frente a las grandes compañías globales del sector como Telefónica o Retevisión.
Un año más tarde, en 1999, CTV-Jet fue adquirida por Uni2, uno de los tres operadores globales que actuaban en aquel momento en el mercado español.